# Thomas Macaulay, 1. Baron Macaulay
Thomas Babington Macaulay, 1. Baron Macaulay, (* 25. Oktober 1800 in Rothley-Temple, Leicestershire; † 28. Dezember 1859 in Kensington) war ein britischer Historiker, Dichter und Politiker.

## Leben

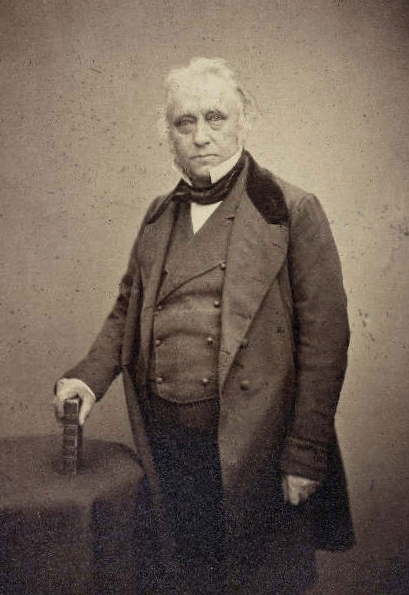
Macaulay

### Herkunft und Ausbildung
Macaulays Vater Zachary war ein reicher, aus Schottland stammender Kaufmann. Er hatte in jungen Jahren die Sklaverei auf Jamaika kennengelernt, sich später zum Sklavereigegner entwickelt und die Clapham-Sekte mitgegründet, einen Kreis von Sozialreformern. Zu seinen Eltern und seinen beiden Schwestern Hannah und Margaret pflegte Thomas Macaulay eine enge Bindung, die durch hunderte erhalten gebliebener Briefe dokumentiert ist. So schrieb er etwa an Margaret:
The affection which I bear to you is the source of the greatest enjoyment which I have in the world. It is that which will determine the whole course of my life. [...] The pleasures of dissipation end in disgust–those of vanity pall with repetition. Ambition itself passes away. But my love for my sweet sisters and friends becomes strong and stronger from day to day and hour to hour.
Die Zuneigung, die ich Dir gegenüber empfinde, ist die Quelle des höchsten Glücks, das ich in der Welt habe. Genau dies wird meinen gesamten Lebensweg bestimmen. [...] Die Vergnügungen der Völlerei enden in Abscheu, die Eitelkeiten langweilen mit ihren Wiederholungen. Der Ehrgeiz geht dahin. Aber die Liebe für meine lieben Schwestern und Freunde wird stärker von Tag zu Tag und von Stunde zu Stunde.
Macaulay studierte im Trinity College in Cambridge und wurde dann am Gray’s Inn in London, eine der vier englischen Anwaltskammern, als Rechtsanwalt zugelassen. Er trat 1826 in London als Rechtsanwalt auf, widmete sich aber fast ausschließlich der schriftstellerischen Laufbahn.

### Erste Publikationen
Schon auf der Universität hatte sich Macaulay mit seinen Gedichten Pompeji (Cambridge 1819) und Evenlug (ebd. 1821) Preise erworben. Seine Abhandlung über Milton in der Edinburgh Review (1825) und andere literarische und politische Porträts, von Bacon, Machiavelli, Lord Clive, Warren Hastings, Horace Walpole und Lord Chatham machten Macaulay schnell bekannt.
Sie erschienen zuerst ohne seine Autorisation unter dem Titel Critical and miscellaneous essays (Philadelphia 1841) und dann von ihm selbst als Critical and historical essays (London 1843, 3 Bde.) gesammelt. Ihnen reihten sich später die Biographical essays (London 1851) an.

### Politische Laufbahn
Da sich Macaulay in seinen politischen Ansichten den Whigs näherte, so verschafften ihm diese in dem Wahlflecken Calne 1830 eine Wahl ins britische Unterhaus. Macaulay spielte in den Debatten, aus denen die Reformbill hervorging, eine hervorragende Rolle. Die Regierung Grey ernannte ihn 1834 zum Mitglied des Rats in Kalkutta, in welcher Eigenschaft Macaulay den Entwurf eines Strafgesetzbuchs verfasste, das 1838 publiziert wurde. Berühmt, aber schon damals kontrovers wegen der Ungewissheit über die Wirkung von Bildung war seine Forderung in einer Rede von 1835, durch die Übernahme der englischen Bildung für die Eliten in Indien eine Klasse von Personen zu schaffen, die indisch in Blut und Farbe war, aber englisch im Geschmack, in Meinungen, Moral und Intellekt. Man spricht in diesem Zusammenhang von Macaulayism.

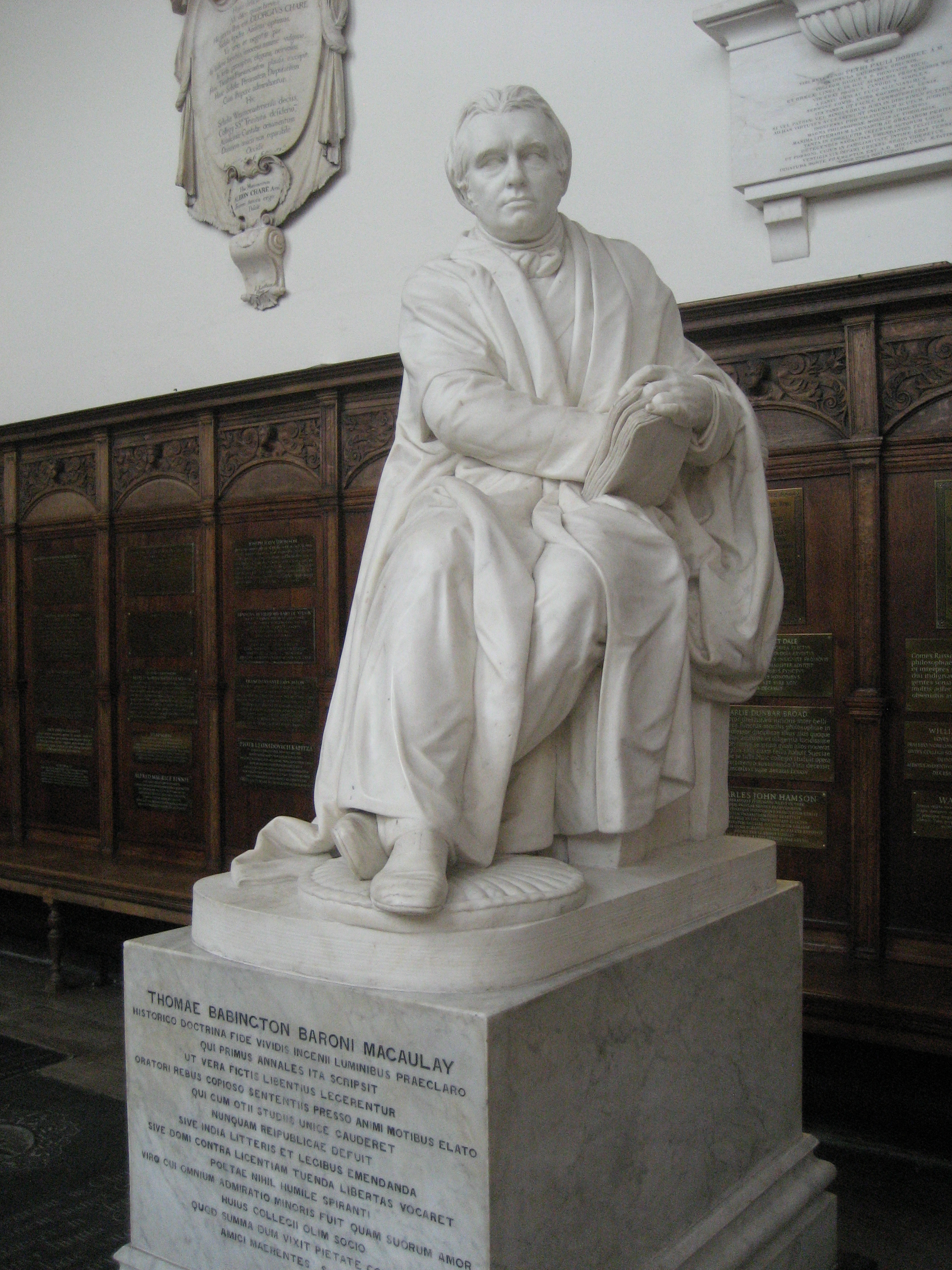
Macaulay. Standbild von Thomas Woolner in Trinity College (Cambridge)

Hierauf nach Großbritannien zurückgekehrt, wurde er 1839 zu Edinburgh wieder ins Parlament gewählt und erhielt 1839 von Lord Melbourne das Amt des Staatssekretärs im Kriegsministerium, behauptete sich in dieser Stellung bis zum Rücktritt des Whigministeriums 1841 und war während des zweiten Peelschen Ministeriums der hervorragendste Redner der Whigopposition.
1842 gab er seine Lays of ancient Rome heraus, altrömische Legenden in Balladenform, die sich durch dramatische Handlung, malerische Schilderungen und Kraft des Stils auszeichnen.
Vom Juli 1846 bis zum Ende 1847 bekleidete Macaulay den Posten eines Paymaster General mit Sitz und Stimme im Kabinett. Bei den Wahlen von 1847 wurde er jedoch wegen des von ihm zugunsten einer Staatsunterstützung des katholischen Seminars in Maynooth abgegebenen Votums von den streng protestantisch gesinnten Wählern Edinburghs nicht wieder gewählt.

### Macaulays „Englische Geschichte“
Darauf zog er sich von der politischen Laufbahn zurück, um sich ungestört der Ausarbeitung seiner bereits 1841 begonnenen History of England from the accession of James II. (London 1848–1855, Bd. 1–4; Bd. 5, 1861) zu widmen. Sie schildert im Wesentlichen die Entwicklung des Landes von der Glorious Revolution 1688 bis zum Tod König Wilhelms von Oranien 1702. Als typischer Vertreter der Whig History betont Macaulay darin den progressiven Modellcharakter Englands, das sich von Aberglaube und Autokratie befreit, eine ausgewogene Verfassung geschaffen und eine zukunftsorientierte, auf Glaubens- und Meinungsfreiheit basierende Kultur begründet habe. 
Die genaueste Kenntnis der Tatsachen, unübertroffenes Darstellungstalent in der Schilderung von Charakteren und geschichtlichen Begebenheiten, kunstvolle Anordnung des Stoffes, eine Fülle glücklich gewählter Zitate, Eleganz des Stils und tüchtige Gesinnung machen das Werk zu einem Klassiker englischen Literatur. Macaulay besaß alle Vorzüge eines Geschichtsschreibers: Kritik, Fleiß, Methode, Fantasie, Stil, politische Reife und philosophisches Urteil, wenn auch nur in mäßigem Grad. Aber gerade dies begründete den großen Erfolg seines Werkes. Auch als Politiker hat Macaulay mehr durch seine Redegabe, die Geschlossenheit seines Denkens und die Treue seiner Gesinnung als durch tiefe Ideen gewirkt. Seine Anschauungen beruhen auf dem Utilitätsgrundsatz und sind oft oberflächlich.
Das Werk wurde begeistert aufgenommen, in sechs Monaten fünf Mal aufgelegt und sofort in mehrere Sprachen übersetzt. Deutsche Ausgabe besorgten unter anderem Friedrich Bülau (Leipzig 1849–1861, 11 Bde.), Wilhelm Beseler (Braunschweig 1852–1861, 12 Bde.) und Heinrich Paret (Stuttgart 1850–1861, 11 Bde.) Macaulays Englische Geschichte wurde in der deutschen Geschichtswissenschaft im 19. Jahrhundert mit der von Leopold von Ranke verglichen. Allein das macht deutlich, dass er als Geschichtsschreiber eine außerordentliche Bedeutung hatte und entsprechend wahrgenommen wurde. Auch Karl Marx rezipierte Macaulays Werk, wirft den Autor aber vor „die englische Geschichte im Whig- und Bourgeoisinteresse zurechtgefälscht“ zu haben.
Eine 25 Bände umfassende Gesamtausgabe seiner Werke erschien 1860 posthum in London in. Neuere Ausgaben sind die 1866 von seiner Schwester Lady Trevelyan besorgte in 8 Bänden und die letzte in 18 Bänden (1880).

### Späte Jahre
Im Herbst 1848 wählte ihn die University of Glasgow zu ihrem Lordrektor, und 1849 erfolgte seine Ernennung zum Professor der Alten Geschichte an der königlichen Akademie. 1840 wurde er zum Mitglied der Royal Society of Edinburgh gewählt. Seit 1851 war er auswärtiges Mitglied der Bayerischen Akademie der Wissenschaften und seit 1855 assoziiertes Mitglied der Académie royale des Sciences, des Lettres et des Beaux-Arts de Belgique.
Im Juli 1852 wurde er von Edinburgh abermals ins Unterhaus gesandt, gab aber 1856 den Sitz wieder auf. Am 16. September 1857 wurde er als Baron Macaulay, of Rothley in the County of Leicester, zum erblichen Peer erhoben, doch hat er den damit verbundenen Sitz im House of Lords nie eingenommen. Mangels männlicher Nachkommen erlosch der Titel mit seinem Tod.
Er starb am 28. Dezember 1859 in Kensington und wurde am 9. Januar 1860 im „Poetenwinkel“ der Westminsterabtei feierlich beigesetzt.

## Werkausgaben in deutscher Übersetzung
- Reden
  - Th. B. Macaulay’s Reden. Übersetzt von Friedrich Bülau. Weigel, Leipzig 1854 (2 Bände).
  - Reden von Thomas Babington Macaulay. Übersetzt von Friedrich Steger. Westermann, Braunschweig 1854 (2 Bände).
- Englische Geschichte
  - Die Geschichte Englands seit dem Regierungsantritt Jakobs II. Übersetzt von Friedrich Bülau. Weigel, Leipzig 1849–1861 (11 Bände).
  - Geschichte von England seit dem Regierungsantritte Jacob’s II. bis zum Tode Wilhelm III. Übersetzt von Wilhelm Beseler (letzter Band von Theodor Stromberg). Westermann, Braunschweig 1852–1861 (12 Bände).
  - Geschichte Englands seit der Thronbesteigung Jacobs II. Übersetzt von Heinrich Paret. Metzler, Stuttgart 1850–1861 (11 Bände).
- Sämmtliche Werke in fünfundzwanzig Bänden. Mit der Biographie und dem Portrait Macaulay’s. Übersetzt von Wilhelm Beseler und Friedrich Steger. Westermann, Braunschweig 1861.
  - Erste Abtheilung (Band 1–12): Geschichte von England (in der Übersetzung von Wilhelm Beseler).
  - Zweite Abtheilung (Band 13–25): Ausgewählte Schriften (in der Übersetzung von Friedrich Steger).